# カセグレン式望遠鏡

カセグレン式望遠鏡

カセグレン式望遠鏡（カセグレンしきぼうえんきょう、Cassegrain telescope ）は、17世紀のフランスの司祭ローラン・カセグレンにより考案された反射望遠鏡の一形式である。
放物凹面主鏡の光軸上前方に双曲凸面副鏡を対向させ、主鏡の中央にあいた開口部を通して鏡面裏側に光束を取り出しCCD等の検出器もしくは接眼レンズに導く方式の望遠鏡である。副鏡が凸面であるため、望遠鏡としての焦点距離は主鏡の焦点距離の3-4倍になる。ニュートン式望遠鏡と同じく、主軸上の無限遠にある点の像に対して球面収差がない。大型望遠鏡では副鏡を45度に傾けた平面鏡と交換してニュートン式望遠鏡としても使えるようになっているものがある。
派生した光学系として、広い視野に渡って良い星像を確保するために主鏡に双曲面、副鏡に高次非球面を用いて収差を高度に除去したリッチー・クレチアン式望遠鏡や、主鏡に楕円面、副鏡に球面を用いて鏡面研磨を容易にしたドール・カーカム式望遠鏡、主鏡を球面としシュミット補正板を入れて反射屈折望遠鏡としたシュミットカセグレン式望遠鏡、メニスカスレンズを入れて反射屈折望遠鏡としたマクストフカセグレン式望遠鏡もある。これらに対して古典的な放物面主鏡＋双曲面副鏡の組み合わせによるものをクラシカル・カセグレン光学系と呼ぶこともある。